# 卡尔·马克思沃
卡尔·马克思沃（俄语：Карло-Марксово），乌克兰方面称索菲伊夫卡（羅馬化：Sofiivka），法理上为烏克蘭東部頓涅茨克州霍尔利夫卡区叶纳基耶韦市镇内的市級鎮。該鎮距離首府頓涅茨克49公里，始建於1783年，海拔高度197米，2013年該市級鎮人口9,852。
2016年，乌克兰方面将此地更名为“索菲伊夫卡”，但实际控制者顿涅茨克人民共和国仍沿用旧名。